# Цена на углерод
Цена на углерод — метод, который является наиболее эффективным способом для стран предотвратить глобальное потепление, — это стоимость, применяемая к загрязнению углеродом, чтобы побудить загрязнителей сократить количество парниковых газов, которые они выбрасывают в атмосферу: она обычно принимает форму либо налога на углерод, либо требования приобрести разрешения на выбросы, обычно известного как торговля выбросами углерода, но также называемого «надбавками».
Ценообразование на углерод направлено на решение экономической проблемы, связанной с выбросами СО2, известного как парниковый газ. Это то, что экономисты называют отрицательным внешним эффектом — вредный продукт, который не оценивается (не оплачивается) никаким рынком. В результате отсутствия цен не существует рыночного механизма, реагирующего на затраты, связанные с выбросом СО2. Стандартное экономическое решение проблем такого типа, впервые предложенное Артуром Сесил Пигу в 1920 году, заключается в том, чтобы продукт — в данном случае выбросы СО2 — взимался по цене, равной денежной стоимости ущерба, причиненного выбросами, или общественной стоимости углерода. Это должно привести к экономически оптимальному (эффективному) количеству выбросов СО2. Многие практические проблемы усложняют теоретическую простоту этой картины: например, точный денежный ущерб, причиненный тонной СО2, остается до некоторой степени неопределенным.
Экономика ценообразования на углерод во многом аналогична экономике налогов и торговли квотами. Обе цены эффективны; они имеют одинаковые социальные издержки и одинаковый эффект на прибыль, если разрешения продаются с аукциона. Однако некоторые экономисты утверждают, что ограничения не позволяют неценовой политике, такой как субсидии на возобновляемые источники энергии, сократить выбросы углерода, в то время как налоги на углерод-нет. Другие утверждают, что принудительное ограничение выбросов — это единственный способ гарантировать, что выбросы углерода действительно будут сокращены; налог на выбросы углерода не помешает тем, кто может себе это позволить, продолжать производить выбросы.
Обсуждался вопрос о выборе подхода к ценообразованию — налог или ограничение и торговля. Налог на выбросы углекислого газа обычно поощряется по экономическим соображениям из-за его простоты и стабильности, в то время как ограничение и торговля часто поощряются по политическим соображениям. В середине 2010-х годов экономическое мнение все больше смещалось в сторону налогов как мер национальной политики и в сторону нейтральной позиции по отношению к углеродным ценам для целей международных переговоров по климату.

## Экономические взгляды на ценообразование на углерод

### Ценовые обязательства
В конце 2013 года Уильям Нордхаус, президент Американской экономической ассоциации, опубликовал «Климатическое казино», кульминацией которого стало описание международного «режима цен на углерод». Такой режим потребует национальных обязательств в отношении цены на углерод, но не конкретной политики. Для выполнения такого обязательства можно было бы использовать налоги на выбросы углерода, ограничения выбросов и гибридные схемы. В то же время Мартин Вейцман, ведущий экономист по климату в Гарварде, опубликовал теоретическое исследование, утверждающее, что такой режим значительно облегчит достижение международного соглашения, в то время как сосредоточение внимания на национальных целях по-прежнему сделает его почти невозможным. Уильям Нордхаус также приводит этот аргумент.
Подобные взгляды ранее обсуждались Джозефом Стиглицом и появлялись в ряде работ. Взгляд на ценовые обязательства, по-видимому, получил значительную поддержку со стороны независимых позиций, занятых Всемирным банком и Международным валютным фондом (МВФ). 3 июня 2014 года Всемирный банк начал распространять заявление для подписания странами и предприятиями, в котором выступал за «установление цены на углерод» для снижения глобального потепления. В нем уточняется, что страны могут использовать либо торговлю выбросами, либо налоги на углерод для определения цен на углерод.
В 2014 году МВФ опубликовал «информационный бюллетень», в котором советовал использовать «углеродные налоги или аналогичные» и объяснял, что системы ограничения выбросов и торговли — это ещё один вариант. Кроме того, в 2014 году они опубликовали статью «Получение правильных цен на энергоносители», которую продвигала Кристин Лагард (глава МВФ), заявив, что правильные цены «сократят выбросы углекислого газа на 23 процента».

### Разрешения на выбросы и налоги на выбросы углерода
«Заявление экономистов об изменении климата» было подписано более чем 2500 экономистами, включая девять Нобелевских лауреатов в 1997 году. В этом заявлении кратко излагаются экономические аргументы в пользу ценообразования на углерод следующим образом:
«Наиболее эффективным подходом к замедлению изменения климата является рыночная политика. Для того чтобы мир достиг своих климатических целей с минимальными затратами, необходим совместный подход между странами-например, международное соглашение о торговле выбросами. Соединенные Штаты и другие страны могут наиболее эффективно осуществлять свою климатическую политику с помощью рыночных механизмов, таких как налоги на выбросы углерода или аукцион разрешений на выбросы.»
Короче говоря, это утверждение гласит, что ценообразование на углерод (либо «налоги на углерод, либо аукцион разрешений на выбросы») является «рыночным механизмом» (в отличие от возобновляемых субсидий или прямого регулирования отдельных источников выбросов углерода) и, следовательно, является способом, с помощью которого «Соединенные Штаты и другие страны могут наиболее эффективно осуществлять свою климатическую политику».

## Проблемы

### Издержки для бедных
Добавление налогов к нефти ведет к росту цен на топливо, что, в свою очередь, ведет к росту цен на продовольствие, которое иногда перемещается на тысячи километров грузовиками и самолётами через многие склады по всему миру. Кроме того, рост цен на метан увеличивает стоимость отопления в холодных странах. Поскольку значительная часть людей уже испытывает трудности с поиском достаточного количества денег на еду и отопление, даже в странах Первого мира, существует необходимость вернуть деньги от налога на выбросы углерода обратно бедным. Затраты на организацию этого процесса для примерно 10 % населения (уведомления о схеме, проверка соответствия требованиям, проверка документов и многие другие процессы), очевидно, очень велики. Кроме того, наиболее уязвимые люди, такие как люди с низким интеллектом и те, кто проживает нелегально, могут полностью упустить эту скидку и пострадать. В большинстве стран существуют крупные секторы, которые недоступны через систему социального обеспечения или налогообложения. Это называется проблемой, но никакого решения не дается. С другой стороны, более богатые люди потребляют больше; например, чаще прибегая к воздушным перевозкам. Таким образом, цена на углерод также может быть способом перераспределения экологических издержек и перераспределения богатства среди бедных.

#### Политика и обязательства
Цены на углерод могут определяться конкретной политикой, такой как налоги или ограничения, или обязательствами, такими как обязательства по сокращению выбросов или ценовые обязательства. Однако обязательства по сокращению выбросов (используемые Киотским протоколом) могут быть выполнены неценовой политикой, поэтому они не обязательно определяют цену углерода.

#### Углеродная политика
Углеродная политика может быть либо ценовой (налоги), либо количественной (торговля выбросами). Система ограничения и торговли основана на количестве, поскольку регулирующий орган устанавливает предельное количество выбросов, а рынок определяет цену на углерод.

#### Налог на выбросы углерода
Налог на выбросы углерода — это политика, основанная на ценах, поскольку регулятор устанавливает цену напрямую. В принципе все источники выбросов СО2 должны облагаться налогом по одинаковой ставке за тонну СО2. Это может быть достигнуто путем налогообложения всех источников ископаемого топлива пропорционально содержанию в них углерода. На практике различные виды топлива и различные виды использования топлива могут облагаться налогом по совершенно разным ставкам (или вообще не облагаться), и полученный налог все еще может называться налогом на углерод. Результирующая цена на углерод, поскольку она регулируется напрямую, обычно более предсказуема, чем цена разрешений на выбросы в рамках системы ограничения выбросов и торговли ими.
По состоянию на июль 2014 года такие налоги на выбросы углерода существуют в Индии, Японии, Южной Корее, Дании, Финляндии, Франции, Ирландии, Нидерландах, Швеции, Великобритании, Норвегии, Швейцарии, Коста-Рике, некоторых частях Канады и во все большем числе штатов в США. Старейшими углеродными рынками в США являются региональная инициатива по парниковым газам (RGGI) в Новой Англии и Средней Атлантике, а также Западная климатическая инициатива (WCI) в Калифорнии и некоторых частях Канады. Согласно отчёту Американского совета по энергоэффективной экономике за 2019 год (ACEEE), быстро растущее число штатов принимают углеродные налоги или программы ограничения выбросов и торговли.
Налог на выбросы углерода может быть введен на местном, национальном уровне или парламентом ЕС. В настоящее время существуют проблемы с его реализацией в глобальном масштабе, поскольку нет правительства, обладающего такой властью. Однако все страны могли бы взять на себя обязательства по гармонизированному набору национальных налогов на выбросы углерода. Джозеф Стиглиц, Уильям Нордхаус и Джеймс Хансен были видными сторонниками налога на выбросы углерода. 

#### Торговля эмиссионными квотами
Классический дизайн cap-and-trade работает одним из двух способов. Во-первых, правительство устанавливает лимит выбросов, например 1000 тонн в год, и печатает 1000 разрешений на выброс 1 тонны. Затем он либо (1) предоставляет разрешения заинтересованным сторонам каким-либо политически или административно определенным образом, либо (2) продает их на аукционе тому, кто предложит самую высокую цену. После того, как разрешения были распределены так или иначе, они могут быть проданы частным образом. Поскольку эмитенты должны иметь разрешения на покрытие своих выбросов (или им грозит штраф, который будет стоить больше, чем покупка разрешений), выбросы будут ограничены предельным уровнем. Если лимит будет низким, то разрешения будут в дефиците (дефиците), а цена разрешений будет высокой. 
Как и налог на углерод, ограничение обычно применяется к ископаемому топливу пропорционально его содержанию углерода. Как правило, охват является частичным. Например, он может быть ограничен электрической промышленностью. Основное различие между этими двумя системами заключается в том, что рынок разрешений автоматически регулирует цену на углерод до уровня, обеспечивающего соблюдение предельного уровня, в то время как при налоге на углерод цену на углерод устанавливает правительство, а не рынок. 
Две или более стран могут связать свои рынки торговли эмиссионными квотами, просто принимая разрешения на выбросы углерода (называемые «квотами») друг от друга. Результатом этого является выравнивание цен между двумя рынками. Это повышает эффективность. По состоянию на июль 2014 года торговля эмиссионными квотами была введена (и не отменена) в Новой Зеландии, 24 странах ЕС, Японии и некоторых частях Канады и Соединенных Штатов. Роберт Ставинс, схема торговли выбросами Европейского Союза и Фонд защиты окружающей среды являются основными сторонниками cap-and-trade.

#### Гибридный дизайн
В информационном бюллетене МВФ говорится, что системы ограничения и торговли являются еще одним вариантом, но в целом они должны быть разработаны так, чтобы выглядеть как налоги через повышение доходов и обеспечение стабильности цен. Такие конструкции часто называют гибридными конструкциями. Упомянутые положения о стабильности обычно представляют собой цены пола и потолка (предельная цена также известна как предохранительный клапан), которые реализуются следующим образом. Когда разрешения выставляются на аукцион, существует минимальная (резервная) цена, ниже которой разрешения не продаются, и разрешения на немедленное использование всегда предоставляются по предельной цене, даже если продажи уже достигли предела разрешения. Таким образом, если пол установлен равным потолку, cap-and-trade становится чистым налогом на углерод. 

#### Политика в области доходов
Как было объяснено выше и проанализировано ниже, системы cap-and-trade могут раздавать свои разрешения бесплатно или выставлять их на аукцион. В последнем случае они будут иметь, по существу, те же доходы, что и налог на выбросы углерода. Эти доходы могут быть распределены различными способами. С точки зрения ценообразования на углерод распределение доходов не имеет значения до тех пор, пока это распределение никоим образом не связано с выбросами углерода. Другими словами, никакая часть собранного углеродного дохода не может быть возвращена какой-либо стороне пропорционально сумме, собранной с этой стороны. В той мере, в какой это происходит, это сводит на нет эффект ценовой политики.
Стандартные предложения по использованию углеродных доходов включают: возврат их населению на основе подушевого дохода, использование их вместо другого налога (налоговый своп), использование их для энергетических исследований или использование их для инвестиций в проекты энергоэффективности и возобновляемых источников энергии для снижения выбросов.

### Углеродные обязательства
Углеродные обязательства могут быть основаны либо на цене, либо на количестве. Киотский протокол основан на наборе «обязательств по сокращению выбросов» — количественных обязательств. Это может привести или не привести к росту цен на углерод, в зависимости от того, какую политику страны выберут при выполнении этих обязательств. На практике система ETS ЕС (cap-and-trade system) привела к довольно высокой цене на углерод, но позже она была подорвана политикой возобновляемых источников энергии (неценовая политика), а также Великой рецессией.
Совсем недавно ряд видных экономистов предложили использовать ценовые обязательства для упрощения международных переговоров и преодоления проблемы свободного движения, связанной с изменением климата. Такие обязательства потребовали бы применения ценовой политики и привели бы к эффективной цене на углерод.

#### Обязательства по сокращению выбросов
Обязательство по сокращению выбросов, иногда называемое целевым показателем выбросов, является количественным обязательством. Он отличается от ПДК тем, что страна может производить больше выбросов при условии, что она покупает разрешения на выбросы углерода у другой страны (что чрезмерно удовлетворяет ее обязательствам). Кроме того, такие обязательства не обязательно должны приводить к росту цен на углерод, но могут быть выполнены с помощью неценовой политики. В соответствии с Киотским протоколом страны, включенные в Приложение I, взяли на себя обязательства по сокращению выбросов. Эти обязательства не уточняли, какая политика будет использоваться для их достижения, но ЕС, в частности, надеялся, что будет создан набор взаимосвязанных национальных рынков ограничения выбросов и торговли ими и что ценообразование на углерод станет одной из наиболее важных стратегий в достижении сокращения выбросов. В действительности схема торговли выбросами Европейского Союза (ETS ЕС) и ее цена на углерод играли важную роль, как и более неоднозначное ценообразование механизма чистого развития и его разрешений, сертифицированных единиц сокращения выбросов (ССВ). Однако субсидии на возобновляемые источники энергии существенно снижают цену на углерод, а также эффективность процесса сокращения выбросов.  
Киотский протокол также определил еще один механизм ценообразования на углерод в виде Единиц установленного количества (AAUs), которые были распределены в соответствии с установленными количествами стран (для большинства стран их уровни выбросов 1990 года минус их обязательства по сокращению выбросов). Он также уточнил правила торговли этими «углеродными кредитами». Торговля AAUs происходит между странами, и их цена представляет собой цену углерода, с которой сталкиваются страны в рамках протокола. Однако, поскольку предприятия не могут приобрести AAUs, эта цена, как правило, не передается эмитентам.
Обязательства по сокращению выбросов были выполнены на местном уровне (например, в штате Калифорния), на национальном уровне и в ЕС. Однако эти обязательства часто носят в основном желательный характер и не имеют большого отношения к ценообразованию на углерод, поскольку они часто выполняются в основном неценовой политикой. В случае Киотского протокола результатом стало постоянное снижение охвата глобальных выбросов углерода (примерно до 21% в 2013 году) и неустойчивое и в целом снижающееся ценообразование на углерод.
Новый подход к количественным обязательствам, предложенный Мицуёси Нисимурой, заключается в том, чтобы все страны взяли на себя обязательства по достижению одного и того же глобального целевого показателя выбросов. «Ассамблея правительств» будет выдавать разрешения в размере глобального целевого показателя, и все добывающие ископаемое топливо поставщики будут вынуждены покупать эти разрешения. Все разрешения будут выставлены на аукцион ассамблеей, которая также будет вести переговоры о распределении доходов. Такой набор обязательств, если он будет соблюден, сформирует истинную политику ценообразования на углерод, основанную на количественных показателях, и приведет к эффективной единой глобальной цене на углерод. Однако это не обязательно будет правильная цена, которая будет зависеть от выбранного глобального целевого показателя выбросов. Вопрос о том, как будут распределяться доходы, несомненно, окажется спорным.

#### Обязательства по ценам на углерод
Как обсуждалось выше, Уильям Нордхаус, Джозеф Стиглиц, Мартин Вейцман, Стефан Дион и другие предложили глобальное обязательство по ценам на углерод как способ достижения эффективной единой цены на углерод и преодоления переговорной проблемы, присущей национальным количественным целевым показателям. Всемирный банк также организует поддержку идеи о том, что страны должны взять на себя обязательство установить цену на углерод и что такое ценовое обязательство может быть выполнено либо за счет торговли выбросами, либо за счет налогов на углерод.

## Экономика ценообразования на углерод
Многие экономические свойства ценообразования на углерод сохраняются независимо от того, определяется ли цена на углерод с помощью ограничения или налога. Однако есть несколько важных отличий. Цены, основанные на капитализации, более волатильны, и поэтому они более рискованны для инвесторов, потребителей и правительств, которые разрешают проведение аукционов. Кроме того, ограничения, как правило, сокращают эффект неценовой политики, такой как субсидии на возобновляемые источники энергии, в то время как налоги на углерод этого не делают.

### Эффективность ценообразования на углерод
По мнению экономистов, ценообразование на углерод является наиболее эффективным способом сокращения выбросов. Это означает, что она сокращает выбросы с наименьшими возможными затратами, когда эти затраты включают затраты на меры по повышению эффективности, а также затраты на неудобства, связанные с тем, чтобы обходиться меньшим количеством товаров и услуг, предоставляемых ископаемым топливом. Эта эффективность достигается за счет устранения сбоя рынка (неучтенных внешних затрат на выбросы углерода) в его источнике — путем ценообразования этих затрат. Это лучше всего объяснить на примере: 
Рассмотрим пример рынка со 100 эмиттерами, каждый из которых получает различную выгоду от использования углерода (и испускания CO2). Каждый эмиттер хотел бы использовать достаточно ископаемого топлива, чтобы испускать 1 тонну в год. Предположим, что выгода от этой тонны колеблется от $1 для пользователя с наименьшей потребностью в углероде до $100 (с шагом $1) для пользователя, который получит наибольшую выгоду. Теперь рассмотрим этот рынок в рамках двух различных ценовых политик: политики ограничения и торговли и налоговой политики. Далее предположим, что налог составляет 60,01 долл./т., а предел установлен на уровне 40 т., так что было выдано 40 разрешений на одну тонну.
В соответствии с налогом ясно, что никто со стоимостью выбросов менее 60,01 доллара не будет производить выбросы, потому что им придется заплатить 60,01 доллара за стоимость менее 60,01 доллара. Таким образом, 40 пользователей углерода со стоимостью от $61 до $100 будут платить налог и выбрасывать свою тонну углерода.
В рамках cap and trade предположим, что цена оказалась меньше 60,01 доллара, и кто-то, кроме эмитента из топ-40 (ранжированного по стоимости), получил разрешение. В этом случае эмитент топ-40 без разрешения предложил бы этому «кому-то» более 60 долларов, и они продали бы, потому что это больше, чем ценность, которую они получили бы от использования разрешения сами. Это поднимет цену до такой степени, что только топ-40 эмитентов получат разрешения, и цена будет немного больше (скажем, 60,01 доллара), чем заплатил бы любой эмитент из низших 60.
Экономические науки делают несколько выводов из более строгого применения этого типа анализа. Во-первых, одни и те же люди в конечном итоге выпускают под налогом и под колпаком, который толкает цену одинаково высоко. Во-вторых, в конечном итоге излучают только самые мощные излучатели. В-третьих, общая стоимость эмитентов больше, чем при любом другом распределении разрешений. Этот окончательный вывод является причиной того, что цены на углерод экономисты считают «эффективными». 
Наконец, экономика указывает на то, что, поскольку регуляторам было бы чрезвычайно трудно определить ценность, которую каждый эмитент получает от эмиссии, этот эффективный результат крайне маловероятен, если регулятор выбирает, кто может эмиссию, а кто нет. Вот почему экономика учит, что командно-контрольное регулирование не будет эффективным и будет менее эффективным, чем рыночный механизм, такой как ценообразование на углерод. По словам МГЭИК: «[субсидии на возобновляемые источники энергии] являются менее эффективными альтернативами налогам на выбросы углерода и торговле выбросами для стимулирования смягчения последствий». 

### Взаимодействие с политикой в области возобновляемых источников энергии
Налоги на ограничение выбросов и торговлю и налоги на выбросы углерода по-разному взаимодействуют с неценовой политикой, такой как субсидии на возобновляемые источники энергии. МГЭИК объясняет это следующим образом: «Налог на углерод может иметь дополнительный экологический эффект к политике, такой как субсидии на поставку топлива. Напротив, если система ограничения и торговли имеет обязательный предел (достаточно строгий, чтобы влиять на решения, связанные с выбросами), то другие меры политики, такие как субсидии на возобновляемые источники энергии, не оказывают дальнейшего влияния на сокращение выбросов в течение периода времени, в течение которого применяется этот предел». 
Рассмотрим следующий гипотетический пример этого эффекта. Предположим, что цена разрешений в ЕС составила бы 30 евро, а Германии потребовалось бы приобрести 20 миллионов разрешений. Если бы Германия тогда решила субсидировать инвестиции в ветряные турбины, которые не были бы построены с ценой углерода в 30 евро, и они были построены и эксплуатировались, то Германии потребовалось бы меньше разрешений. Следовательно, разрешения, которые он использовал бы, пойдут куда-то ещё, возможно, в Польшу. Затем Польша будет использовать их для выделения большего количества CO2, возможно, сжигая уголь. В результате Германия выделяет меньше CO2, и это позволяет другим выделять столько же больше. Таким образом, ограничение соблюдается, как и должно быть, и общий объем выбросов CO2 остается неизменным благодаря субсидиям на возобновляемые источники энергии и ветряным турбинам. 
Заметьте, что этот же эффект применим и к человеку, решившему купить электромобиль по системе cap-and-trade. Автомобиль выделяет меньше CO2, поэтому меньше разрешений расходуется на вождение этого человека. Эти разрешения будут куплены другими и использованы. Таким образом, одно и то же количество CO2 (колпачок) будет выделяться независимо от покупки электромобиля. Если намерение покупателя состояло в том, чтобы сократить выбросы углекислого газа, то ограничение сорвало их усилия, поощряя других выделять ровно столько же, сколько они уменьшили свои выбросы. Как отметила МГЭИК, налог на выбросы углерода не имеет такого эффекта. 

### Стоимость прохода
Цены на углерод иногда взимают плату с эмитента, а иногда с поставщика ископаемого топлива. К счастью, правильный человек всегда в конечном итоге несет расходы, связанные с политикой. Правительство может обложить налогом или ограничить нефтеперерабатывающий завод на основе всего углерода, который он покупает в виде нефти. Но нефтеперерабатывающий завод не выделяет 90% + этого углерода. Вместо этого он производит бензин и продает его заправочным станциям, которые продают его водителям, которые выделяют углерод. В этом случае нефтеперерабатывающий завод берет на себя расходы по своим углеродным разрешениям или налогу на углерод (точно так же, как он берет на себя все предельные издержки), а заправочные станции оплачивают эти расходы. Но затем заправочные станции передают их стоимость водителям. Таким образом, водители фактически несут расходы на ценообразование углерода, и это так и должно быть, потому что вождение является реальной причиной выбросов. 
Но экономика не рассматривает это как моральный вопрос. Скорее, экономика указывает на то, что когда стоимость повышается, если водители не находят вождение своего внедорожника (например) стоящим дополнительных затрат, они переключаются и управляют своим спортивным автомобилем, ездят на велосипеде или пользуются общественным транспортом. И в этом заключается суть ценообразования на углерод. Если все альтернативы непривлекательны, это означает, что водитель действительно получает больше выгоды, чем затраты, которые она вызывает. Таким образом, мы снова имеем правильный результат - при условии, что цена углерода равна социальным издержкам. 
Цены на топливо также сильно влияют на цены на продукты питания, которые иногда перемещаются на тысячи километров. 

### Бесплатные разрешения и сверхприбыли
Как отмечалось выше, в рамках кап-энд-трейд разрешения могут выдаваться бесплатно или выставляться на аукцион. В первом случае правительство не получает никаких углеродных доходов, а во втором-получает (в среднем) полную стоимость разрешений. В любом случае разрешения будут одинаково скудными и столь же ценными для участников рынка. Поскольку частный рынок (для торговли разрешениями) определяет окончательную цену разрешений (в то время, когда они должны использоваться для покрытия выбросов), цена будет одинаковой в любом случае (бесплатно или на аукционе).
Второй пункт о бесплатных разрешениях (обычно “дедушкиных", то есть выдаваемых пропорционально прошлым выбросам) часто понимается неправильно. Компании, которые получают бесплатные разрешения, относятся к ним так, как если бы они заплатили за них полную цену. Это связано с тем, что использование углерода в производстве имеет одинаковую стоимость при обоих механизмах. С разрешениями, выставленными на аукцион, цена очевидна. При наличии бесплатных разрешений стоимость - это стоимость не продажи разрешения по полной стоимости — это называется "альтернативной стоимостью". "Поскольку затраты на выбросы, как правило, являются предельными издержками (увеличивающимися с выпуском продукции), эти издержки передаются путем повышения себестоимости продукции (например, повышения стоимости бензина или электроэнергии).
Сверхприбыли: компания, которая получает разрешения бесплатно, будет передавать свои альтернативные издержки в виде более высоких цен на продукцию. Следовательно, если он продает тот же объем продукции, что и до этого, без изменения технологии производства, полная стоимость (по рыночной цене) разрешений, полученных бесплатно, становится сверхприбылью. Однако, поскольку ограничение снижает объем производства и часто заставляет компанию нести расходы на повышение эффективности, непредвиденная прибыль будет меньше полной стоимости ее бесплатных разрешений.
Вообще говоря, если разрешения будут выдаваться эмитентам бесплатно, они получат от них прибыль. Но если они должны заплатить полную цену, или если углерод облагается налогом, их прибыль будет уменьшена. Если цена углерода в точности равна истинной социальной стоимости углерода, то долгосрочное снижение прибыли будет просто отражать последствия оплаты этой новой стоимости. Если необходимость платить эти расходы является неожиданной, то, скорее всего, будет единовременная потеря, которая связана с изменением правил, а не просто с оплатой реальной стоимости углерода. Однако если будет заранее уведомлено об этом изменении или если цена на углерод будет введена постепенно, то Эти единовременные нормативные издержки будут сведены к минимуму. В настоящее время было достаточно заблаговременного уведомления о ценах на углерод, чтобы этот эффект в среднем был незначительным.

### Стоимость ценообразования на углерод
Существует много споров по поводу стоимости для общества или ценообразования на углерод. Хотя есть множество потенциальных решений, подпадающих под термин "углеродное ценообразование", затраты могут быть значительными. Это можно проиллюстрировать на примере. Предположим, что цена углерода в размере 30 долларов США установлена на (примерно) 5 миллиардов тонн CO2 США выбрасывают каждый год, и предположим, что это приводит к снижению выбросов на 20% (в долгосрочной перспективе) до 4 миллиардов тонн. Во сколько это обойдется США (исключая выгоду от снижения внешних эффектов)? Есть два упрощенных взгляда, которые иногда принимаются, и они заключают в скобки правильный ответ, который составляет 15 миллиардов долларов в год.
Во-первых, если разрешения будут выставлены на аукцион, то каждый из них будет собирать 30 × 4 миллиарда долларов = 120 миллиардов долларов в год. Так что иногда говорят, что это стоимость полиса. Во-вторых, если разрешения выдаются или налог возвращается, то может показаться, что нет никаких затрат вообще. На самом деле, эти две ситуации не так уж различны, потому что доходы от выбросов углерода не исчезают, поэтому они не являются издержками. Доходы становятся издержками только в том случае, если они полностью растрачены впустую. Но это не будет ошибкой ценообразования на углерод.
Однако мнение, что стоимость равна нулю, также должно быть неверным. На самом деле реальные общественные издержки вообще не связаны с доходами, а определяются тем, что физически происходит в экономике. Происходит то, что люди предпринимают определенные действия по сокращению выбросов. В таком случае ни одна компания или отдельный человек не должны платить больше 30 долларов, чтобы избежать выброса тонны, поскольку было бы дешевле заплатить цену углерода. По этой причине следует тщательно рассмотреть вопрос о решаемых затратах на выбросы углекислого газа. Начав исследование издержек в области сравнительной политической экономии, недавняя работа показывает, что существующие цены на углерод не нанесли ущерба экономическому росту в богатых промышленно развитых демократиях. 

### Будущие выбросы по сравнению с прошлыми выбросами
Цена на CO2 направлена на сокращение новых выбросов в будущем. Однако такая цена не влияет на прошлые выбросы, то есть на концентрацию CO2, уже выброшенную в атмосферу с начала индустриализации, которая выросла с значительно ниже 300 PPM до более чем 415 PPM (2019 год). Без взаимодействия с человеком эта концентрация будет только уменьшаться в долгосрочной перспективе. Поэтому для снижения концентрации CO2 в атмосфере необходимы отрицательные выбросы. Государственные доходы от цены на углерод могут быть использованы для субсидирования компаний, которые обеспечивают такие отрицательные выбросы. В зависимости от технологии, такой как PyCCS или BECCS, затраты на создание отрицательных выбросов составляют около $150-165 за тонну CO2. 
Поэтому для того, чтобы такая бизнес-модель стала привлекательной, субсидии должны были бы превышать эту величину. Здесь технологическая открытость может быть лучшим выбором, так как можно ожидать снижения затрат за счет технического прогресса. Уже сегодня эти затраты на создание отрицательных выбросов ниже затрат на CO2 в размере 220 долларов за тонну, что означает, что субсидируемая государством бизнес-модель создания отрицательных выбросов уже сегодня имеет экономический смысл. Таким образом, в то время как цена на углерод имеет потенциал для сокращения будущих выбросов, углеродная субсидия имеет потенциал для сокращения прошлых выбросов.

### Пример цены на углеродную единицу (2022 год)
В ЕС с 2008 года была запущена европейская Система торговли квотами (EU ETS). На этапе тестирования эта Система была бесплатной для участников. 
На август 2022 года цена одной углеродной единицы (она же углеродный оффсет, карбоновая единица, оффсетная единица, англ. Carbon credit)  приблизилась к €100 (равно одной тонне CO2-эквивалента промышленных выбросов).